# Lehnwortbildung
Unter Lehnwortbildung bzw. Fremdwortbildung versteht die Linguistik denjenigen Bereich der Wortbildung, der Wortbestandteile (Konstituenten) bei der Bildung weiterer/neuer Wörter benutzt, die ursprünglich (mindestens teilweise) nicht aus der eigenen, sondern aus einer anderen, fremden Sprache stammen.

## Beispiele
Im Deutschen gibt es eine große Zahl von Wörtern, die ursprünglich fremdsprachige Bestandteile enthalten; diese können inzwischen in vielen Fällen ohne Rückgriff auf die Herkunftssprache im Deutschen zur Bildung weiterer Wörter verwendet werden. Je ein Beispiel für ein Stammmorphem und ein Affix mögen das verdeutlichen:
- Beispiel eines Stammmorphems: Tele. Dieses Element geht auf griechisch tēle „fern, weit“ zurück[2] und wird bei der Bildung vieler Wörter verwendet, die teils entlehnt, teils aber auch wie Telefax im Deutschen selbst entstanden sind.[3]
- Beispiel eines Affixes: -ier-. Dieses Wortbildungselement, das in sehr vielen Verben enthalten ist, stammt aus dem Französischen, ist aber im Deutschen so geläufig, dass es bei der Bildung vieler Verben (etwa bei hofieren[4]) verwendet werden kann (Für die Ausbreitung von -ion im Deutschen sei auf Körner 2002 verwiesen,[5] für -ical im Deutschen und ähnliche Prozesse im Französischen auf Best 2002 und 2007[6]).

Der Vorgang ist in der Regel so, dass Fremdwörter in eine Sprache übernommen werden und, soweit ihre Bestandteile erkennbar sind, können diese dazu genutzt werden, um weitere Wörter in der aufnehmenden Sprache nach dem Muster der zuerst entlehnten zu bilden.

## Quantitative Aspekte
Welche Bedeutung die Lehnwortbildung im Deutschen hat, konnte bei einer Analyse des Wortbestandes festgestellt werden, der im Abschlussband des deutschen Fremdwörterbuchs enthalten ist. Von den erfassten 9189 Fremdwörtern sind 3226 im Deutschen selbst gebildet und nicht als Ganze entlehnt worden, das sind 35,11 %. Das heißt, etwa ein Drittel des Wortschatzes, der als fremd oder entlehnt gilt, ist erst in der eigenen Sprache entstanden.